# Stretto Izmeny
Lo stretto Izmeny (in russo пролив Измены; in giapponese: 国後島, Notsuke suidō) è un braccio di mare nell'oceano Pacifico settentrionale che separa l'isola di Kunašir dall'isola di Hokkaidō e collega lo stretto di Nemuro (Кунаширский пролив) a nord, con lo stretto Južno-Kuril’skij (Южно-Курильский пролив), a sud. Si trova ai confini sud-orientali dell'oblast' di Sachalin, in Russia e nella sottoprefettura di Nemuro del Giappone. Lungo lo stretto corre il confine tra i due stati. 
Lo stretto Izmeny è largo circa 20 km e lungo 24 km. La profondità massima è di 22 m.
Izmeny in italiano significa "tradimento", questa denominazione ricorda la cattura nel 1811 da parte dei giapponesi del navigatore russo Vasilij Michajlovič Golovnin che rimase detenuto per due anni sull'isola di Hokkaidō.